# Dendrophila (Sittidae)
Pour les articles homonymes, voir Dendrophila.
Cet article court présente un sujet plus développé dans : Sittelle bleue et « Taxinomie et systématique », sur l'article Sitta.
Genre
Dendrophila est un genre d'oiseaux obsolète, autrefois utilisé pour classer plusieurs sittelles d'Asie du Sud-Est. Il est créé par l'ornithologue britannique William Swainson en 1837, pour regrouper la Sittelle bleue (Sitta azurea) et la Sittelle veloutée (S. frontalis). Swainson donne quelques caractères communs pour justifier ce regroupement, comme des narines de grande taille, ovales et nues quand elles sont couvertes de plumes chez les autres espèces, la base du bec élargie et le bout du culmen incliné vers le bas.
En 1916, le russe Sergei Aleksandrovich Buturlin propose le nom de Poecilositta en remplacement de Dendrophila Swainson, 1837 à la disponibilité disputée par Dendrophila Hodgson, 1837, synonyme de Arborophila Hodgson, 1837.
Ces noms tombent ensuite en désuétude, et toutes les espèces de sittelles sont généralement classées en un genre unique, Sitta, encore que l'ornithologue Edward C. Dickinson ait proposé en 2006 d'éclater le genre pour ces divers groupes d'espèces très colorées du Sud-Est asiatique.
Les utilisations du genre Dendrophila sont :
- Dendrophila flavipes Swainson, 1838, que Swainson utilise lors de la création du genre Dendrophila en 1837[1], alors que flavipes n'a pas encore eu de description. La description de ce nom aura lieu l'année suivante et concerne une sous-espèce de la Sittelle bleue (Sitta azurea), mais flavipes n'étant guère utilisé par la suite, il peut être considéré comme un nomen oblitum (« nom oublié ») et c'est S. a. nigriventer (Robinson & Kloss, 1919) qui est préféré[4] ;
- Dendrophila frontalis (Swainson, 1820), que Swainson utilise lors de la création du genre Dendrophila en 1837[1] pour une espèce qu'il a décrit lui-même 17 ans plus tôt, et qui réfère à la Sittelle veloutée, S. frontalis frontalis Swainson, 1820 ;
- Dendrophila oenochlamys Sharpe, 1877, faisant aujourd'hui référence à la sous-espèce nominale de la Sittelle des Philippines (S. oenochlamys)[5] et appelée S. f. oenochlamys (Sharpe, 1877) ;
- Dendrophila corallipes Sharpe, 1888, aujourd'hui traitée comme sous-espèce de la Sittelle veloutée[5] et appelée S. f. corallipes (Sharpe, 1888) ;
- Dendrophila mesoleuca Ogilvie-Grant, 1894, aujourd'hui traitée comme sous-espèce de la Sittelle des Philippines[5] et appelée S. f. mesoleuca (Ogilvie-Grant, 1894) ;
- Dendrophila lilacea Whitehead, 1897, aujourd'hui traitée comme sous-espèce de la Sittelle des Philippines[5] et appelée S. f. lilacea (Whitehead, 1897).

Poecilositta est quant à lui toujours occasionnellement utilisé comme sous-genre, Sitta (Callisitta), qui ne compte plus que la Sittelle bleue.